# معدن گروم
معدن گروم، واقع در ایالت لینکلن، نوادا، اولین بار در دهه ۱۸۷۰ افتتاح شد. بیشتر معادن این منطقه، شامل سنگ معدن کلرید نقره، تا سال ۱۸۷۴ به پایان رسیده بود. معدن گروم به فعالیت خود ادامه داد و سرانجام در سال ۱۹۵۴ کار خود را متوقف کرد. تا سال ۱۹۵۶، بررسی‌های رسمی از محصولات منطقه معدن گروم، نشان می‌دهد که سرب بخش عمده ای از مواد معدنی برداشت شده بود، که شامل ۱۴۵۰۰۰ اونس تریوی (۴۵۰۰ کیلوگرم) نقره و حدود ۴۵ اونوی تریوی (۱٫۴ کیلوگرم) از طلا بود. در طول جنگ جهانی دوم، معدن گروم با فعالیت نظامی محاصره شد، که تا قرن بیست و یکم ادامه داشت. در دهه ۵۰، این معدن در معرض آزمایش‌ها هسته‌ای قرار گرفت و در سایت نوادا آزمایش انجام شد. در اواخر قرن بیستم، فعالیت‌های نظامی، از جمله تخریب یک آسیاب و محدودیت دسترسی به معدن، همچنان بر کار در معدن تأثیر می‌گذاشت. دولت ایالات متحده در سال ۲۰۱۵ این معدن را از صاحبان قبلی خود گرفت. جبران خسارت در دادگاه منطقه ای ایالات متحده، ناحیه نوادا (لاس وگاس)، توسط قاضی میراندا دو رسیدگی شده‌است.

## تاریخچه
صخره‌های موجود در این محدوده به دوره پالئوزوئیک بازمی‌گردد. این منطقه همچنین با سنگهای دوره ترتیاری در شرق و شمال آن پوشیده شده‌است. قبل از اکتشاف اروپاییان، در این منطقه بومیان آمریکایی پیووت جنوبی ساکن بودند. پس از کشف مواد معدنی در کامستاک لود در سال ۱۸۵۹، جستجوی مناطق دیگر در نوادا آغاز شد. پس از کشف مواد معدنی در محدوده گروم در سال ۱۸۶۴، بهره‌برداری از معدن در اواخر دهه ۱۸۶۰ آغاز شد. یک منطقه برای ساماندهی ادعاها، به نام ناحیه گروم، در سال ۱۸۶۹ تشکیل شد. در سال ۱۸۷۱، منطقه در بررسی ویلر ثبت شد.

### معدن
سکونت انسان در محل معدن گروم ممکن است از اوایل سال ۱۸۶۶ آغاز شده باشد. حق ثبت اختراع برای معدن گروم در سال ۱۸۷۲ صادر شد و در سال ۱۸۸۵، خانواده شیاهان این ملک را به دست آورد. این معدن معادل ۵ هزار و ۴۵۰ پا از سطح دریا بالاتر قرار داشت. به گفته دفتر معادن و زمین‌شناسی نوادا در سال ۱۹۹۸، ادعای مالکیت، که معمولاً از آن به عنوان معدن گروم یاد می‌شود، رسماً «ادراک» نامگذاری شده‌است.
علاوه بر آن، ادعاهای دیگری نیز در محدوده گروم توسط خانواده شیاهان مطرح شد. از سال ۱۹۱۵ تا ۱۹۱۷، این معدن به تام مک کورمیک، که معدن کاربود، اجاره داده شد. در سپتامبر سال ۱۹۱۷، یک معدنچی از اتریش-مجارستان که در شرکت معدن گروم به کار گرفته شده بود در این معدن درگذشت. در اواسط اواخر دهه ۱۹۱۰، این معدن محصول نقره‌ای به ارزش حدود ۲۵۰٬۰۰۰ دلار تولید کرد. حمل و نقل محصولات معدنی با بسته شدن راه‌آهن لاس وگاس در پایان آن دهه دشوار شد، که باعث شد این معدن به‌طور موقت تعطیل شود. تا سال ۱۹۲۲، این معدن دارای دو محور بود که طولانی‌ترین طول آنها با عمق ۲۰۰ فوت(۶۱ متر) قرار داشت.
در سال ۱۹۴۲، ساخت آسیاب که از روش جاذبه و شناورسازی استفاده می‌کرد، آغاز شد؛ منبعی که بعداً به عنوان آسیاب متمرکز شده از این آسیاب نام برده شد. تا سال ۱۹۵۱، چهار نفر در این معدن زندگی می‌کردند. سنگ معدن گروم، که از آن سرب و نقره استخراج شده بود، حاوی سروسیت و گالن بود. از آغاز سال ۱۹۵۰، جاده‌های نزدیک به این معدن از غرب به دلیل فعالیت‌های نظامی بسته شد، و ایالت لینکلن جایگزین برای ساخت جاده از شرق شد؛ این در گزارش سال ۱۹۸۶ به عنوان جاده گروم یاد می‌شود. در دهه ۵۰، عملیات معدن به دلیل آزمایش‌ها هسته ای در آن نزدیکی متوقف شد. در سال ۱۹۵۴، استخراج از این معدن به دلیل تخریب آسیاب در این معدن به پایان رسید.
تا سال ۱۹۵۶، محصول معدن تقریباً یک میلیون دلار در چندین ماده معدنی، از جمله مس، نقره و طلا بود؛ در سال ۱۹۷۷، دفتر معادن ایالات متحده ارزش تولید معادن گروم را ۳٫۷۵ میلیون دلار ارزیابی کرد. این مهمترین معدن در منطقه بود. گروم تا آن زمان توسط سه نسل از خانواده شیاهان گردانده شده بود. براساس نمونه‌های مأموریت در نزدیکی معدن گروم، این منطقه همچنین ممکن است دارای ذخایر آنتیموان، باریم، سرب، جیوه و روی باشد. تا سال ۱۹۵۹، خانواده شیاهان از معدن نقل مکان کردند اما به‌طور مرتب از اموال خود بازدید می‌کردند. در سال ۱۹۸۴، خانواده شیاهان، که هنوز هم صاحب معدن بودند، نسبت به سایر ۲۲ معدن در آن منطقه حق قانونی بهره‌برداری داشت. طبق گفته دفتر معادن و زمین‌شناسی نوادا، در سال ۱۹۶۳ تخمین زده شد که ۳۰٬۰۰۰ تن (۳۰٬۰۰۰٬۰۰۰ کیلوگرم) مواد مختلف وجود دارد که می‌تواند در معدن گروم استخراج شود. گزارشی از مدیریت زمین در سال ۱۹۹۰ بیان داشت که به دلیل دسترسی محدود به معدن، این امر منجر به «از دست رفتن احتمالی درآمد از طریق عدم توانایی در گسترش یا توسعه بیشتر» خواهد شد. تا اواخر سال ۲۰۱۵، خانواده شیاهان به‌طور دوره ای برای ادارهٔ معدن داوطلب می‌شدند؛ تا این زمان خانواده شیاهان برای ۱۳۰ سال صاحب این معدن بود.

### تعامل نظامی
در سال ۱۹۴۱، معدن گروم توسط افرادی که به همراه خانواده شیاهان در این معدن ماندند، مورد بازدید قرار گرفت و ضمن بازدید از منطقه برای مقاصد توپخانه و بمب‌گذاری در طول جنگ جهانی دوم مورد استفاده قرار گرفت. خانه و بیرون خانه در معدن به‌طور اتفاقی در طول جنگ توسط هواپیماهایی با استفاده از بمباران لاس وگاس و تفنگ ساچمه‌ای لاس وگاس طراحی شدند. با شروع دهه ۱۹۵۰، معدن گروم با آزمایش هسته ای در محل آزمایش نوادا تحت تأثیر قرار گرفت. معدن گروم۳۸ مایل (۶۱ کیلومتر) فاصله داشت. در سال ۱۹۵۱، کمیسیون انرژی اتمی به خانواده شیهان از انفجارهای برنامه‌ریزی شده و نصب ابزار در معدن اطلاع داد. این ابزار دقیق توسط یک کارمند خدمات بهداشت عمومی ایالات متحده، که به همراه خانواده شیاهان در معدن زندگی می‌کردند، که منجر به تخلیه این معدن به دلیل نزدیکی به انفجار شد. پس از انفجار، اندازه‌گیری اشعه در معدن به ۱۹/۰ روزنت در ساعت رسید. این امر باعث خسارت ساختاری و شکستن در ورودی خانه شیاهان شد. پس از آن بازگشت به معدن با استفاده از مسیری متفاوت انجام می‌شد. مسیر عادی برای عبور و مرور به شدت آلوده به رادیواکتیو بود. آزمایش‌ها در اواخر ماه مه ۱۹۵۲ منجر به سقوط ناگهانی در معدن شد. بیشترین میزان تشعشعات ثبت شده ۰٫۳۲ روزنت در ساعت بود. با این حال، این نظر کمیسیون انرژی هسته ای بود که انفجارهای هسته ای «کارمندان معدن گروم را در معرض هیچ گونه خطر واقعی ناشی از عواقب قرار ندادند».

### مالکیت دولت
وزارت دفاع آمریکا از اواخر سال ۲۰۱۴، اقدام به خرید ملک از خانواده شیاهان کرد، در ابتدا ۱٫۵ میلیون دلار پیشنهاد داد. تا اوت سال ۲۰۱۵، USAF این پیشنهاد را به ۵٫۲ میلیون دلار افزایش یافته بود. خانواده ادامه پیشنهادها را رد کردند. در اوت ۲۰۱۵، مطبوعات دولتی این معدن را «خطر ایمنی و امنیتی» توصیف کرد، حتی اگر خانواده شیاهان هیچ گونه فعالیتی از تأسیسات دریاچه گروم را فاش نکرده بودند. در سپتامبر سال ۲۰۱۵، فرمانده محدوده آزمایش و آموزش نوادا اظهار داشت که وجود این معدن در محدوده منجر به «هزینه فوق‌العاده» به دلیل «مأموریت‌های هنگام بیرون آمدن آنها» می‌شود، عملیات‌های مخفی در پایگاه نمی‌توان انجام داد. در ۱۶ سپتامبر ۲۰۱۵، این ملک تحت حکم برجسته محکوم شد و با حکم دادگاه به امضای قاضی فدرال میراندا دو رسید.
در زمان واگذاری مالکیت مشخص نشده‌است که خانواده شیاهان چه اندازه در ازاء برداشت دولت از معدن گروم، غرامت دریافت می‌کنند. USAF در سال ۲۰۱۵ این زمین را به ارزش ۱٫۲ میلیون دلار تخمین زده‌است. در نوامبر ۲۰۱۵، خانواده شیاهان پیشنهاد دادند که این معدن به عنوان یک مکان ملی تاریخی ثبت شود؛ این همزمان با یک گزاره در گزارش USAF توصیه می‌کند منطقه معدن گروم در فهرست ملی مکان‌های تاریخی ثبت شود. تا سال ۲۰۱۶، USAF معدن گروم را زیر یک سوم میلیون دلار ارزشگذاری کرد؛ مشاور حقوقی خانواده شیاهان این ملک را به ارزش بیش از ۱۰۰ میلیون دلار ارزیابی کرد. در سال ۲۰۱۷، این خانواده ادعا کردند که به دنبال مصادره مجبور شدند میلیونها دلار املاک را در معدن گروم سرمایه‌گذاری کنند؛ بخشی از املاک که رها شده‌است شامل یک گنجینه عتیقه است که هنگام بررسی املاک شخصی در نوامبر ۲۰۱۵ بررسی و پیدا نشده‌است. در اوت سال ۲۰۱۹، گزارش شد که این خانواده امیدوار بودند که دادگاه هیئت منصفه داشته باشد تا ارزش ملک را تعیین کند. دادگاه در نهایت در مقابل یک کمیسیون زمین انجام شد. پیش از محاکمه، مالکان زمین ارزیابی دولت از منافع مواد معدنی را با ۱۰۴٬۰۰۰ دلار پذیرفتند و فقط برای اعتراض به ارزش حقوق به دادگاه رفتند. کارشناسان صاحب زمین این حقوق را بر مبنای دارایی که در یک شرکت بازرگانی گردشگری تجاری ارائه شده‌است، ۵۰ میلیون دلار ارزش گذاری کردند. در ۲۹ ماه مه سال ۲۰۲۰، کمیسیون اراضی تصمیم گرفت که فقط جبران خسارت برای دریافت حقوق، ۱٬۱۰۰٬۰۰۰ دلار بر اساس ادامه استفاده ملک برای تفریح، با حق بیمه بالاتر از ارزیابی دولت است.